# Szenebi

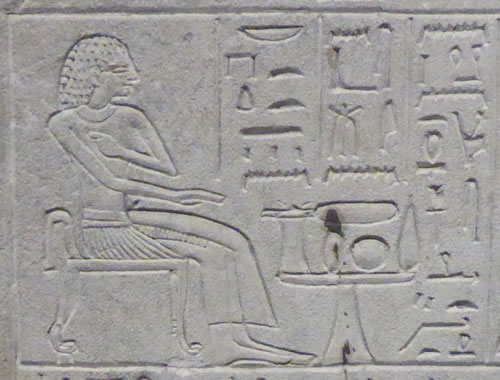
Szenebi egyik sztéléjén

Szenebi ókori egyiptomi hivatalnok, kincstárnok volt a XIII. dinasztia idején, I. Noferhotep és IV. Szobekhotep uralkodása alatt (i. e. 1750 körül). Szenebi a dinasztia azon hivatalnokai közé tartozik, akiknek viszonylag sok említésük fennmaradt. A kincstárnoki pozíció az egyik legfontosabb volt az udvarban, így Szenebi a vezír mellett Egyiptom legnagyobb hatalmú hivatalnokai közé tartozott.
Szenebi apja „a város ezredének katonája”, Nebpu. Szenebi pályája elején, talán I. Noferhotep alatt vagy korábban „a király ismerőse” címet viselte. I. Noferhotep alatt kincstárnokká nevezték ki.
Szenebi számos sztéléről és szkarabeuszról ismert, ezeken további fontos címeket visel: „királyi pecsétőr” és „egyetlen barát”. Ábrázolják egy sziklafeliraton Szehel szigetén, Asszuántól délre; ezen I. Noferhotep családja mellett említik. Halálának időpontja és sírjának holléte ismeretlen.

## Fordítás
- Ez a szócikk részben vagy egészben  a   Senebi című angol Wikipédia-szócikk ezen változatának fordításán alapul.  Az eredeti cikk szerkesztőit annak laptörténete sorolja fel. Ez a jelzés csupán a megfogalmazás eredetét és a szerzői jogokat jelzi, nem szolgál a cikkben szereplő információk forrásmegjelöléseként.